# Francisco de Ulloa (Chile)
Francisco de Ulloa fue un marino y explorador español del siglo XVI que tuvo el mando de la primera expedición, enviada por el gobernador de Chile don Pedro de Valdivia desde la Capitanía General de Chile, a explorar los mares del sur del país incluido el estrecho de Magallanes.
No se tienen antecedentes del lugar y fecha de su nacimiento como tampoco de su muerte. Se sabe que llegó a Chile en 1548 formando parte de las tropas de refuerzo enviadas desde Perú por don Pedro de Valdivia.

## Antecedentes a la llegada a Chile
Los primeros cronistas de la conquista de América dicen que Francisco de Ulloa era natural de Cáceres, en Extremadura, y que años atrás había servido en la Nueva España, por lo que este Francisco de Ulloa podría ser el mismo explorador que, por orden del conquistador Hernán Cortés, en los años 1539 y 1540 recorrió el golfo de California, pero esta afirmación no puede ser confirmada por lo que se mantiene separados a ambos exploradores.
El capitán Francisco de Ulloa llegó a Chile en 1548, integrando el refuerzo de tropas enviadas por tierra desde Perú por Pedro de Valdivia.

## Expedición al estrecho de Magallanes
Ulloa fue el primer explorador español en reconocer las costas del sur de Chile y demostró que era posible la navegación del estrecho de Magallanes  en sentido opuesto a la navegación efectuada por Hernando de Magallanes.

## Primer europeo en Chiloé
Emprendió por orden de Pedro de Valdivia una expedición con el fin de recolectar información geográfica en los archipiélagos del sur de Chile. Así, Francisco de Ulloa llegó al Canal de Chacao en 1553, y recorrió las islas del archipiélago de Chiloé siendo considerado el primer europeo en conocer esta región.